# Rallye Neuseeland 2022
Die  Rallye Neuseeland (offiziell Repco Rally New Zealand 2022) war der 11. Lauf zur FIA-Rallye-Weltmeisterschaft 2022. Sie dauerte vom 29. September bis zum 2. Oktober 2022 und es wurden insgesamt 17 Wertungsprüfungen (WP) gefahren.

## Bericht
Seit dem Jahr 2002 hatte kein Finne mehr die Rallye-Weltmeisterschaft gewonnen. Kalle Rovanperä und Beifahrer Jone Halttunen siegten bei der Rallye Neuseeland und sicherten sich zusätzlich die Extraweltmeisterschaftspunkte in der Power Stage, was zum Weltmeistertitel reichte. Bis anhin war Colin McRae der jüngste WM-Titelgewinner mit 27 Jahren, Rovanperä hat dies nun mit 22 Jahren geschafft. Unter schwierigen Bedingungen wegen starkem Regen, übernahm der Toyota-Fahrer die Spitze am Samstag. Er fuhr einen Vorsprung heraus auf die Konkurrenz, der am Sonntag nicht mehr einzuholen war. Teamkollege Sébastien Ogier belegte Rang zwei mit einem Rückstand von 34,6 Sekunden und Ott Tänak (Hyundai) folgte auf dem dritten Platz. Tänak war der einzige Fahrer, der Rovanperä den Weltmeistertitel noch streitig machen konnte bei der Rallye Neuseeland.

## Klassifikationen

### WRC-Gesamtklassement
| WRC |                      |                   |                        |          |           |                 |      |
| 1   | Kalle Rovanperä      | Jonne Halttunen   | Toyota GR Yaris Rally1 | WRC RC1  | 2:48:01.4 | 00.00:0 00:00.0 | 25+5 |
| 2   | Sébastien Ogier      | Benjamin Veillas  | Toyota GR Yaris Rally1 | WRC RC1  | 2:48:36.0 | 00:34.6         | 18+3 |
| 3   | Ott Tänak            | Martin Järveoja   | Hyundai i20 N Rally1   | WRC RC1  | 2:48:49.9 | 00:48.5 00:13.9 | 15+4 |
| 4   | Thierry Neuville     | Martijn Wydaeghe  | Hyundai i20 N Rally1   | WRC RC1  | 2:50:00.2 | 01:58.8 01:10.3 | 12+1 |
| 5   | Oliver Solberg       | Elliott Edmondson | Hyundai i20 N Rally1   | WRC RC1  | 2:51:56.7 | 03:55.3 01:56.5 | 10+2 |
| 6   | Hayden Paddon        | John Kennard      | Hyundai i20 N Rally2   | WRC2 RC2 | 2:58:05.1 | 10:03.7 06:08.4 | 8    |
| 7   | Lorenzo Bertelli     | Lorenzo Granai    | Ford Puma Rally1       | WRC RC1  | 2:58:40.4 | 10:39.0 00:35.3 | 6    |
| 8   | Kajetan Kajetanowicz | Maciej Szczpaniak | Škoda Fabia Rally2 evo | WRC2 RC2 | 3:00:38.2 | 12:36.8 01:57.8 | 4    |
| 9   | Shane van Gisbergen  | Glen Weston       | Škoda Fabia R5         | WRC2 RC2 | 3:01:30.2 | 13:28.8 00:52.0 | 2    |
| 10  | Harry Bates          | John McCarthy     | Škoda Fabia Rally2 evo | WRC2 RC2 | 3:04:53.0 | 16:51.6 03:22.8 | 1    |

Insgesamt wurden 21 von 28 gemeldeten Fahrzeugen klassiert.

### WRC2
| Rang  | Fahrer               | Co-Pilot          | Auto                   | Klasse   | Zeit      | Rückstand Sieger Rückstand V | Punkte |
| ----- | -------------------- | ----------------- | ---------------------- | -------- | --------- | ---------------------------- | ------ |
| 1 (6) | Hayden Paddon        | John Kennard      | Hyundai i20 N Rally2   | WRC2 RC2 | 2:58:05.1 | 0:00.0                       | 25     |
| 2 (8) | Kajetan Kajetanowicz | Maciej Szczpaniak | Škoda Fabia Rally2 evo | WRC2 RC2 | 3:00:38.2 | 2:33.1                       | 18     |
| 3 (9) | Shane van Gisbergen  | Glen Weston       | Škoda Fabia R5         | WRC2 RC2 | 3:01:30.2 | 3:25.1 0:52.0                | 15     |

## Wertungsprüfungen
UTC+12
| Datum         | Zeit  | Nr.                                 | Name                                  | Länge                               | Gewinner                                                                                 | Co-Pilot                                                                          | Auto                                                                                    | Zeit                                    | Leader          |
| ------------- | ----- | ----------------------------------- | ------------------------------------- | ----------------------------------- | ---------------------------------------------------------------------------------------- | --------------------------------------------------------------------------------- | --------------------------------------------------------------------------------------- | --------------------------------------- | --------------- |
| 29. September | 9:00  | —                                   | Inland Road (Shakedown)               | 3,54 km                             | Kalle Rovanperä                                                                          | Jonne Halttunen                                                                   | Toyota GR Yaris Rally1                                                                  | 01:27.7                                 |                 |
| 29. September | 18:08 | WP1                                 | Pukekawa Auckland Domain              | 1,78 km                             | Ott Tänak                                                                                | Martin Järveoja                                                                   | Hyundai i20 N Rally1                                                                    | 01:45.8                                 | Ott Tänak       |
| 30. September | 05:30 | Service Park Hamer Street (15 Min.) | Service Park Hamer Street (15 Min.)   | Service Park Hamer Street (15 Min.) | Service Park Hamer Street (15 Min.)                                                      | Service Park Hamer Street (15 Min.)                                               | Service Park Hamer Street (15 Min.)                                                     | Service Park Hamer Street (15 Min.)     | Ott Tänak       |
| 30. September | 8:33  | WP2                                 | Whaanga Coast 1                       | 29,27 km                            | Gus Greensmith                                                                           | Jonas Andersson                                                                   | Ford Puma Rally1                                                                        | 20:04.4                                 | Craig Breen     |
| 30. September | 10:11 | WP3                                 | Te Akau South 1                       | 31,48 km                            | Elfyn Evans                                                                              | Scott Martin                                                                      | Toyota GR Yaris Rally1                                                                  | 17:33.0                                 | Craig Breen     |
| 30. September | 11:14 | WP4                                 | Te Akau North 1                       | 18,53 km                            | Ott Tänak                                                                                | Martin Järveoja                                                                   | Hyundai i20 N Rally1                                                                    | 09.52.0                                 | Ott Tänak       |
| 30. September | 14:22 | WP5                                 | Whaanga Coast 2                       | 29,27 km                            | Sébastien Ogier                                                                          | Benjamin Veillas                                                                  | Toyota GR Yaris Rally1                                                                  | 19:40.2                                 | Sébastien Ogier |
| 30. September | 16:00 | WP6                                 | Te Akau South 2                       | 31,48 km                            | Kalle Rovanperä                                                                          | Jonne Halttunen                                                                   | Toyota GR Yaris Rally1                                                                  | 17:35.8                                 | Sébastien Ogier |
| 30. September | 17:03 | WP7                                 | Te Akau North 2                       | 18,53 km                            | Ott Tänak                                                                                | Martin Järveoja                                                                   | Hyundai i20 N Rally1                                                                    | 09:47.5                                 | Ott Tänak       |
| 30. September | 19:53 | Service Park Hamer Street (45 Min.) | Service Park Hamer Street (45 Min.)   | Service Park Hamer Street (45 Min.) | Service Park Hamer Street (45 Min.)                                                      | Service Park Hamer Street (45 Min.)                                               | Service Park Hamer Street (45 Min.)                                                     | Service Park Hamer Street (45 Min.)     | Ott Tänak       |
| 1. Oktober    | 06:07 | Service Park Hamer Street (15 Min.) | Service Park Hamer Street (15 Min.)   | Service Park Hamer Street (15 Min.) | Service Park Hamer Street (15 Min.)                                                      | Service Park Hamer Street (15 Min.)                                               | Service Park Hamer Street (15 Min.)                                                     | Service Park Hamer Street (15 Min.)     | Ott Tänak       |
| 1. Oktober    | 8:08  | WP8                                 | Kaipara Hills 1                       | 15,83 km                            | Craig Breen                                                                              | Paul Nagle                                                                        | Ford Puma Rally1                                                                        | 09:42.9                                 | Elfyn Evans     |
| 1. Oktober    | 9:06  | WP9                                 | Puhoi 1                               | 22,50 km                            | Kalle Rovanperä                                                                          | Jonne Halttunen                                                                   | Toyota GR Yaris Rally1                                                                  | 12:37.7                                 | Kalle Rovanperä |
| 1. Oktober    | 10:14 | WP10                                | Komokoriki 1                          | 5,81 km                             | Craig Breen                                                                              | Paul Nagle                                                                        | Ford Puma Rally1                                                                        | 03:20.6                                 | Kalle Rovanperä |
| 1. Oktober    | 12:02 | Service Park Hamer Street (30 Min.) | Service Park Hamer Street (30 Min.)   | Service Park Hamer Street (30 Min.) | Service Park Hamer Street (30 Min.)                                                      | Service Park Hamer Street (30 Min.)                                               | Service Park Hamer Street (30 Min.)                                                     | Service Park Hamer Street (30 Min.)     | Kalle Rovanperä |
| 1. Oktober    | 14:08 | WP11                                | Kaipara Hills 2                       | 15,83 km                            | Kalle Rovanperä                                                                          | Jonne Halttunen                                                                   | Toyota GR Yaris Rally1                                                                  | 09:47.3                                 | Kalle Rovanperä |
| 1. Oktober    | 15:06 | WP12                                | Puhoi 2                               | 22,50 km                            | Kalle Rovanperä                                                                          | Jonne Halttunen                                                                   | Toyota GR Yaris Rally1                                                                  | 12:27.8                                 | Kalle Rovanperä |
| 1. Oktober    | 16:24 | WP13                                | Komokoriki 2                          | 5,81 km                             | Craig Breen                                                                              | Paul Nagle                                                                        | Ford Puma Rally1                                                                        | 03:19.2                                 | Kalle Rovanperä |
| 1. Oktober    | 17:44 | Service Park Hamer Street (45 Min.) | Service Park Hamer Street (45 Min.)   | Service Park Hamer Street (45 Min.) | Service Park Hamer Street (45 Min.)                                                      | Service Park Hamer Street (45 Min.)                                               | Service Park Hamer Street (45 Min.)                                                     | Service Park Hamer Street (45 Min.)     | Kalle Rovanperä |
| 2. Oktober    | 09:14 | Service Park Hamer Street (15 Min.) | Service Park Hamer Street (15 Min.)   | Service Park Hamer Street (15 Min.) | Service Park Hamer Street (15 Min.)                                                      | Service Park Hamer Street (15 Min.)                                               | Service Park Hamer Street (15 Min.)                                                     | Service Park Hamer Street (15 Min.)     | Kalle Rovanperä |
| 2. Oktober    | 11:03 | WP14                                | Whitford Forest – Te Maraunga Waiho 1 | 8,82 km                             | Kalle Rovanperä                                                                          | Jonne Halttunen                                                                   | Toyota GR Yaris Rally1                                                                  | 04:55.7                                 | Kalle Rovanperä |
| 2. Oktober    | 12:08 | WP15                                | Jacks Ridge Haunui 1                  | 6,77 km                             | Ott Tänak                                                                                | Martin Järveoja                                                                   | Hyundai i20 N Rally1                                                                    | 05:52.6                                 | Kalle Rovanperä |
| 2. Oktober    | 13:38 | WP16                                | Whitford Forest – Te Maraunga Waiho 2 | 8,82 km                             | Sébastien Ogier                                                                          | Benjamin Veillas                                                                  | Toyota GR Yaris Rally1                                                                  | 04:52.4                                 | Kalle Rovanperä |
| 2. Oktober    | 15:18 | WP17                                | Jacks Ridge Haunui 2 (Power Stage)    | 6,77 km                             | 1. Kalle Rovanperä 2. Ott Tänak 3. Sébastien Ogier 4. Oliver Solberg 5. Thierry Neuville | Jonne Halttunen Martin Järveoja Benjamin Veillas Elliot Edmondson Marijn Wydaeghe | Toyota GR Yaris Rally1 Hyundai i20 N Rally1 Toyota GR Yaris Rally1 Hyundai i20 N Rally1 | 04:51.9 04:52.5 04:55.3 04:55.5 04:55.8 | Kalle Rovanperä |